# Клименко Олександр Іванович (футболіст)
Олександр Іванович Клименко (11 січня 1975) — український футболіст та футзаліст. Найбільше відомий завдяки виступам у складі київського «Інтеркаса».

## Життєпис
Олександр Клименко — вихованець київського «Динамо». З 1992 року почав залучатися до матчів «Динамо-3», що брало участь у чемпіонаті України серед аматорів. 1 серпня 1992 року дебютував на професійному рівні у кубковому матчі проти «Десни». Рівно за рік замінив Максима Павленка у матчі 1/64 фіналу Кубка України 1993/94 між «Динамо-2» та лубенською «Сулою», в якому не реалізував вирішальний одинадцятиметровий удар у серії післяматчевих пенальті. Після цього Клименко у складі «Динамо-2» більше не з'являвся.
З 1995 року почав виступи за футзальний клуб «Інтеркас», разом з яким здобув «золото» першої ліги та путівку до найвищого дивізіону. У 1997 році здійснив спробу повернутися до великого футболу. Захищав кольори аматорського клубу «Дніпро» (Київ), згодом грав у друголіговому «Авангарді-Індустрії», а 7 березня 1999 року провів єдиний матч у вищій лізі чемпіонату України, вийшовши у складі СК «Миколаїв» на гру проти «Металіста».
2000 року перейшов до футзального клубу «Рудня», а згодом закінчив професійну кар'єру. За рік повернувся до столичного «Дніпра», що змагався серед любителів. Брав участь у чемпіонаті Києва в складі ДЮСШ-15 та «Парми». 2006 року захищав кольори «Нового друку» в чемпіонаті міста з пляжного футболу.

## Досягнення
Екстра-ліга
- Срібний призер чемпіонату України з футзалу (1): 1996/97
- Брав участь у «срібному» (1997/98) сезоні «Інтеркаса» у чемпіонаті України з футзалу, однак провів замало матчів для отримання медалей.

Перша ліга
- Переможець першої ліги чемпіонату України з футзалу (1): 1995/96